# 미스터 프랍츠
미스터 프랍츠(Mr. Probz, 1984년 5월 15일 ~ )은 네덜란드의 싱어송라이터, 프로듀서, 래퍼, 배우다.